# اشچینکا، استان وودژ
اشچینکا، استان وودژ (به لاتین: Trzcinka, Łódź Voivodeship) یک منطقهٔ مسکونی در لهستان است که در Gmina Brąszewice واقع شده‌است.